# 歐迪模 (新南威爾斯州)

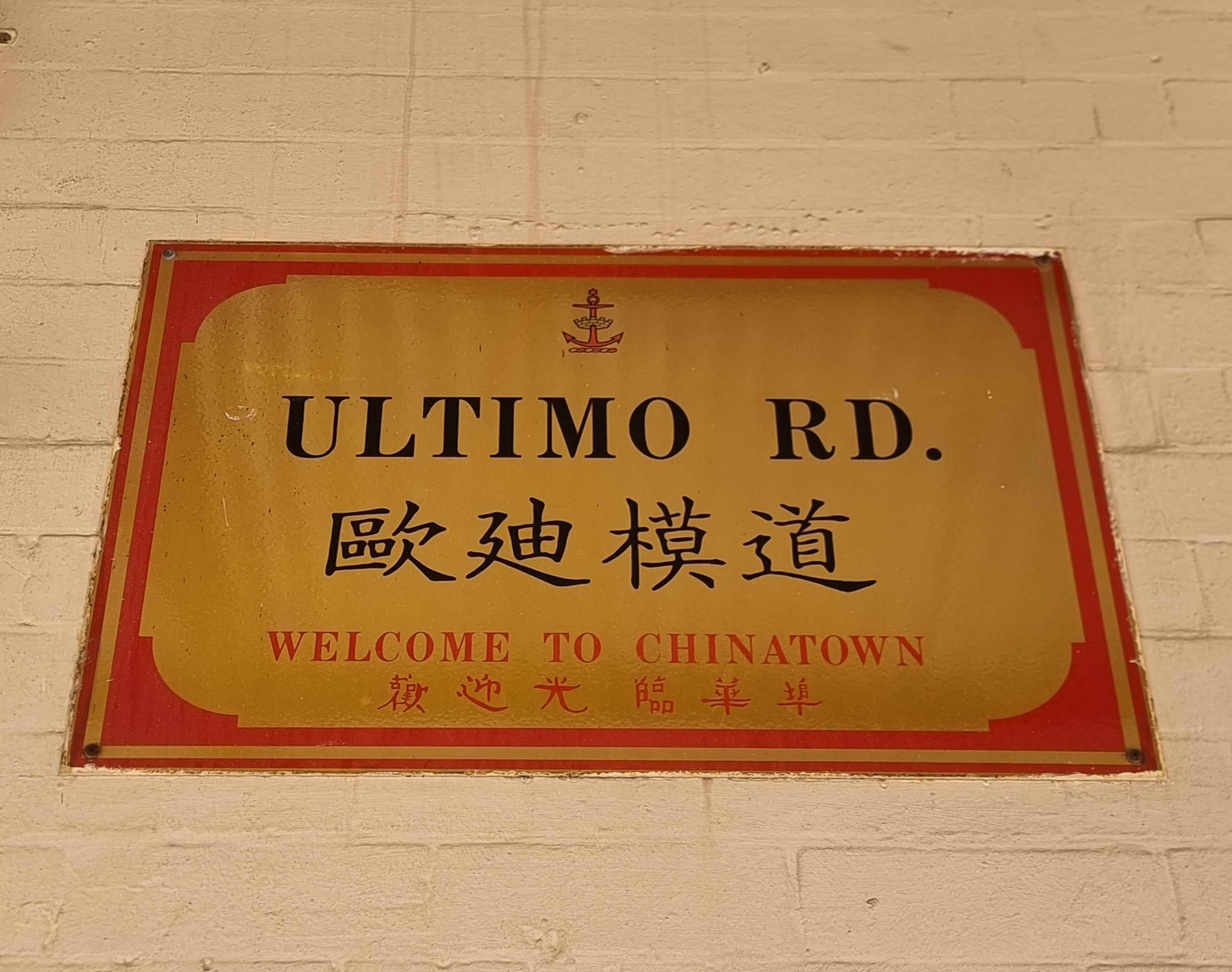
歐迪模道雙語路牌

歐迪模是澳洲新南威爾斯州雪梨的一個內城市區。 位於達令港地區以西的雪梨市地方政府行政區，北接卑滿，東接雪梨商業中心區及禧市（華埠），南接百老匯及捷賓達利，西接忌獵及溫窩扶公園。

## 教堂
- 芥菜種聯合教會（MustardSeed Uniting Church）[4]

## 學校
- 悉尼科技大學主校區
- 雪梨工業及專修教育學院（英语：TAFE NSW）
- 國際文法學校（英语：International Grammar School）
- 歐迪模公立學校

## 知名居民
- 利安奴·寶雲（英语：Lionel Bowen），第6任澳洲副總理

## 圖集

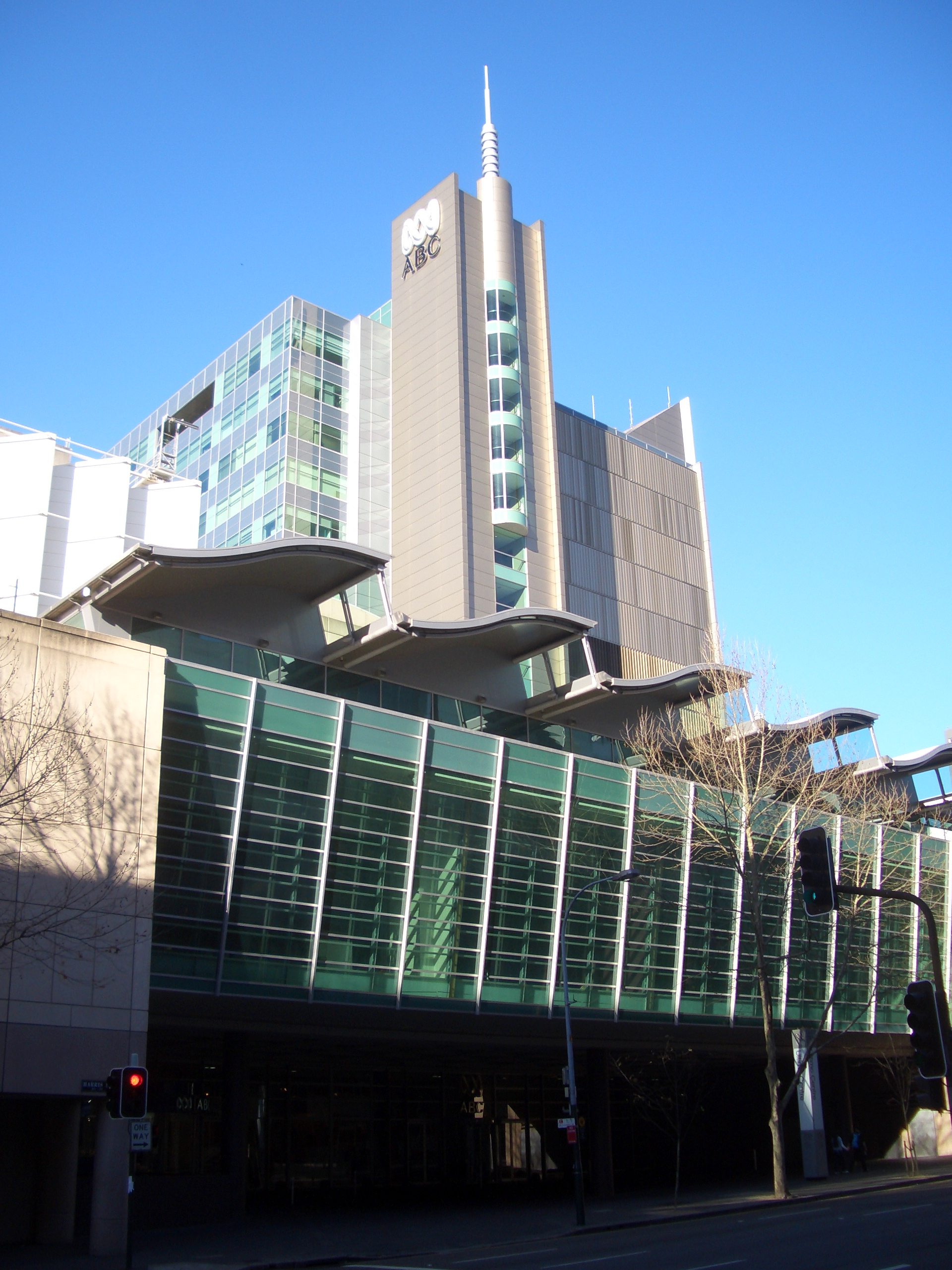
ABC大樓，位於蝦利士街
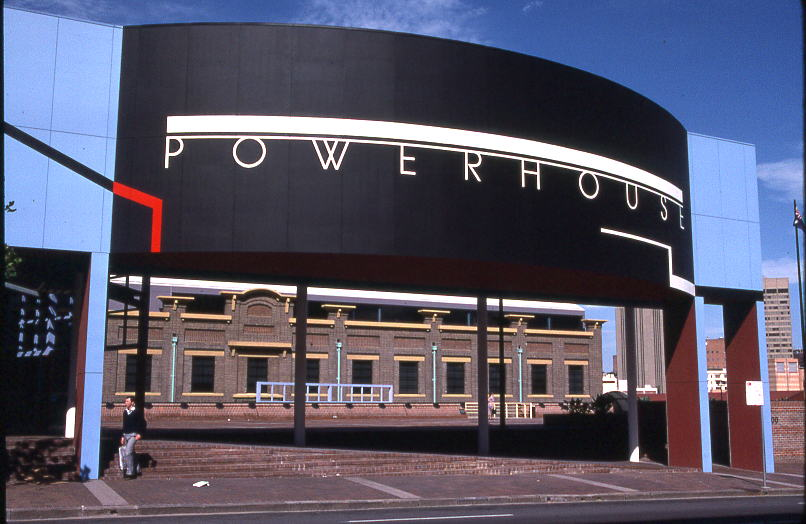
動力博物館
悉尼科技大學
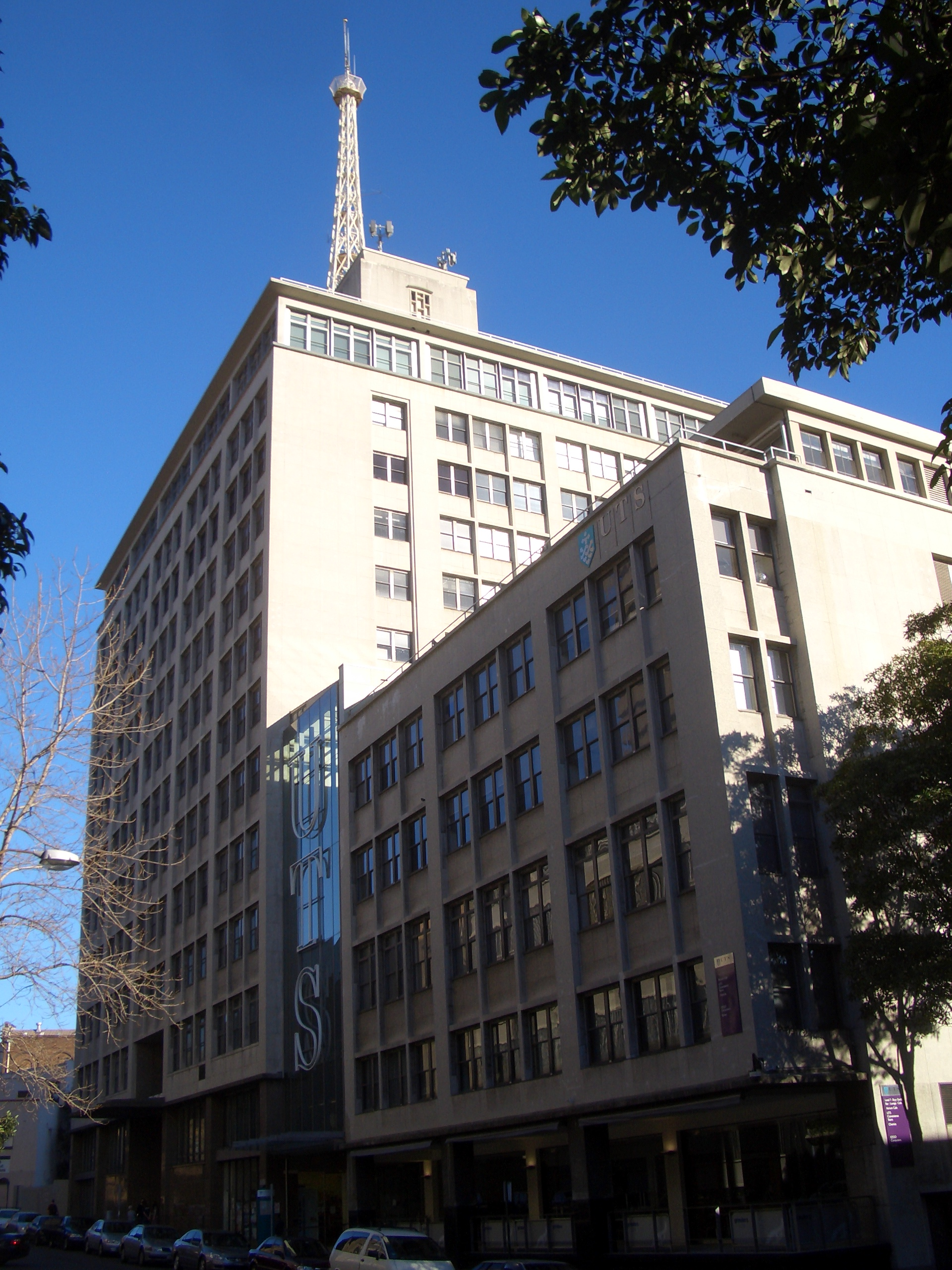
威佛洋樓（UTS Fairfax building）
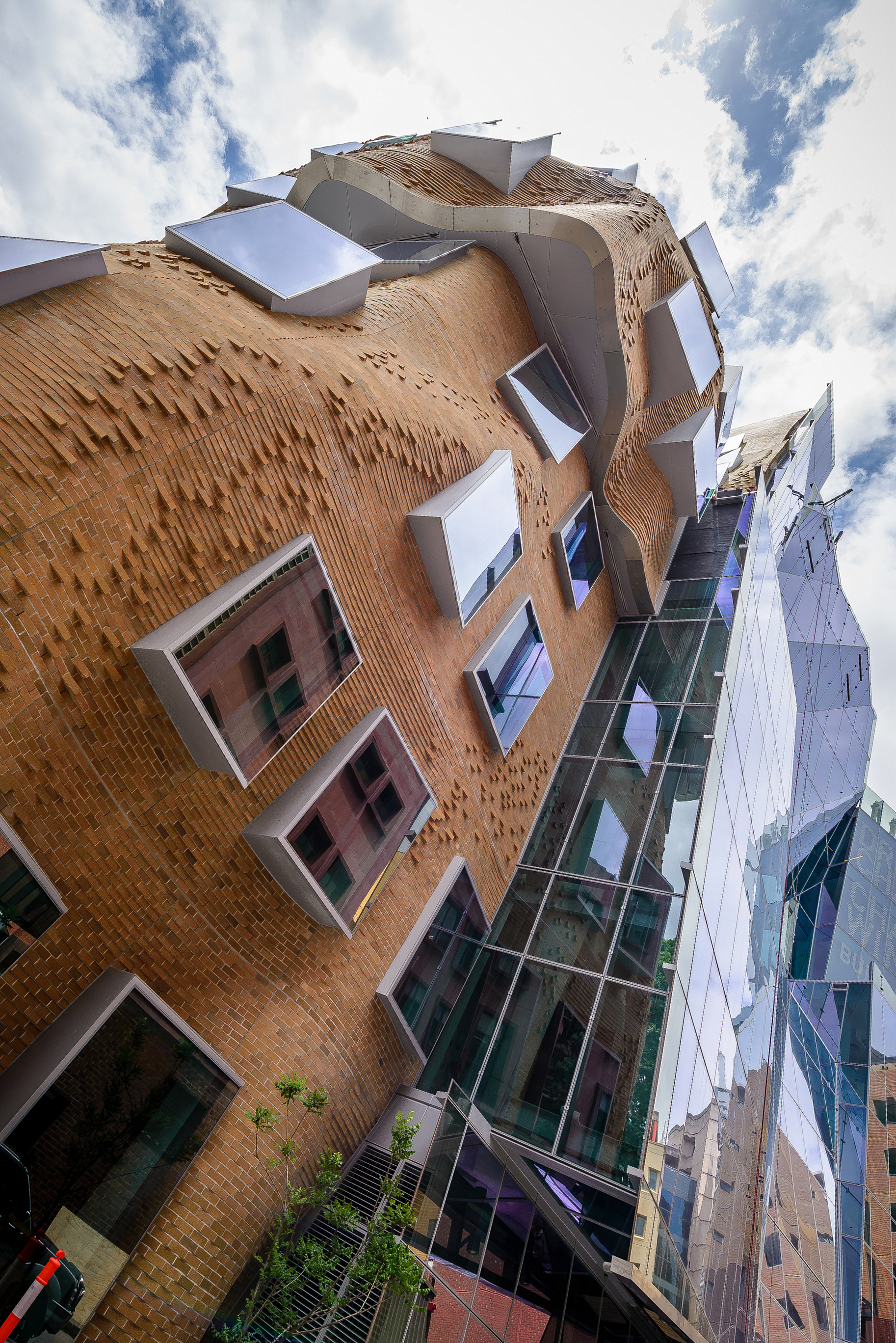
周澤榮博士大樓
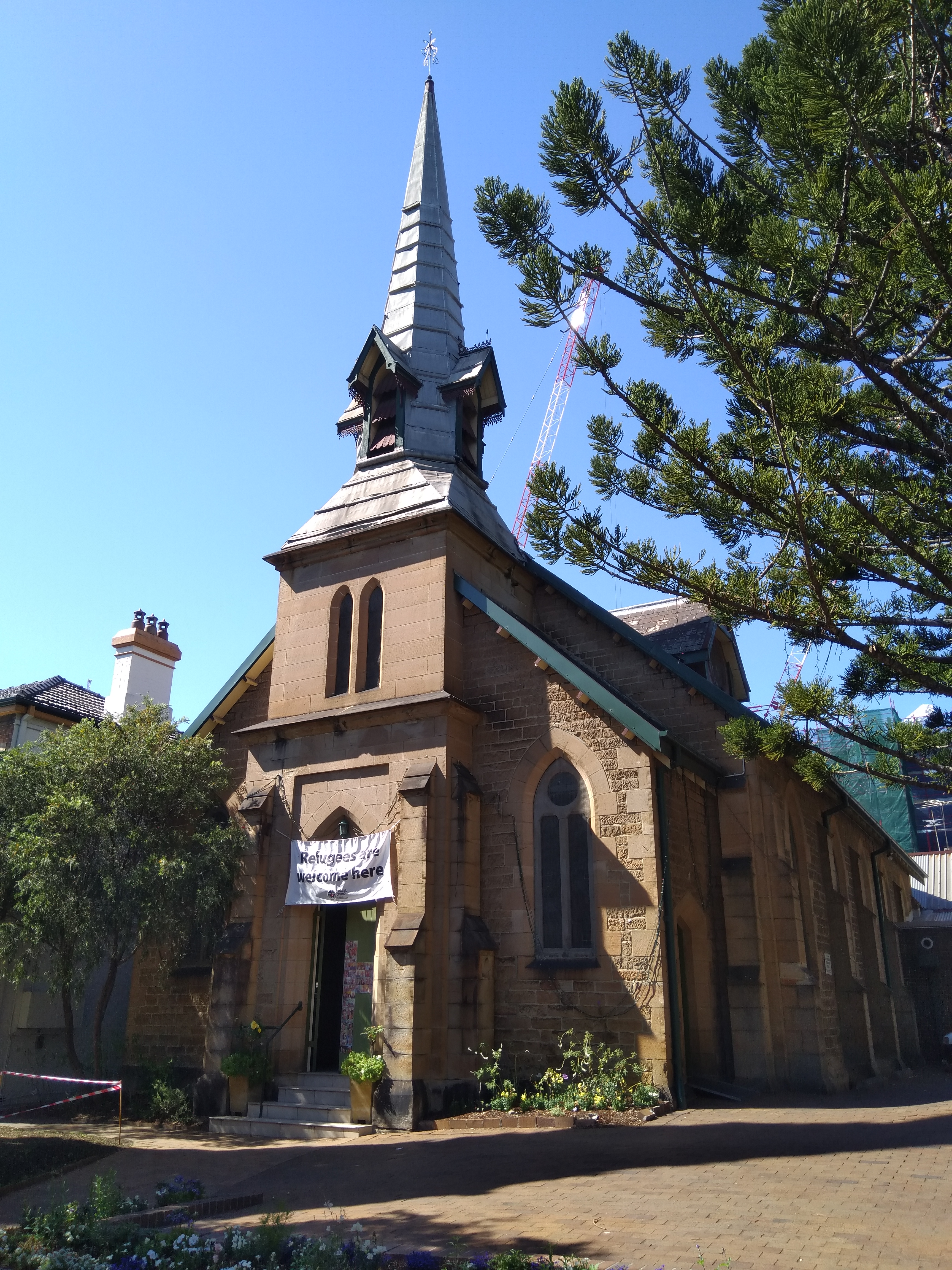
芥菜種聯合教會

## 外部連結
- Shirley Fitzgerald – City of Sydney History Unit. . Dictionary of Sydney. 2008  [29 September 2015]. （原始内容存档于2024-02-22）. [CC-By-SA]
- Mark Dunn. . Dictionary of Sydney. Dictionary of Sydney Trust. 2010  [11 October 2015].[CC-By-SA]